# Sinding (Herning Kommune)
 For alternative betydninger, se Sinding. (Se også artikler, som begynder med Sinding)
Sinding er en lille landsby i Midtjylland med 260 indbyggere  (2024), beliggende 14 kilometer nord for Herning. Den ligger i Herning Kommune og hører til Region Midtjylland.
Landsbyen befinder sig i Sinding Sogn.